# Фредерік Дрю Грегорі

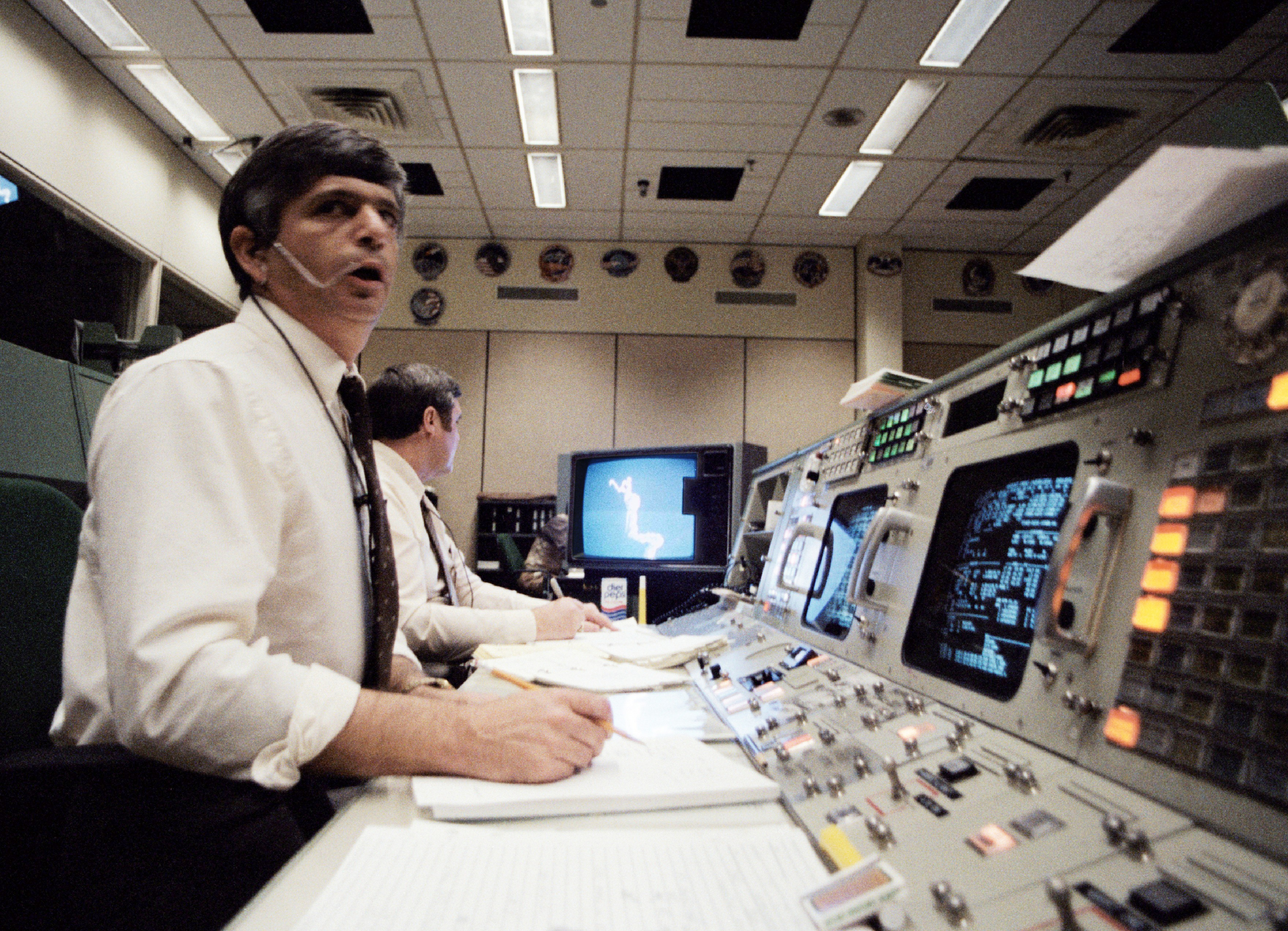
Грегорі (на передньому плані) в центрі управління незабаром після катастрофи «Чаленджер»

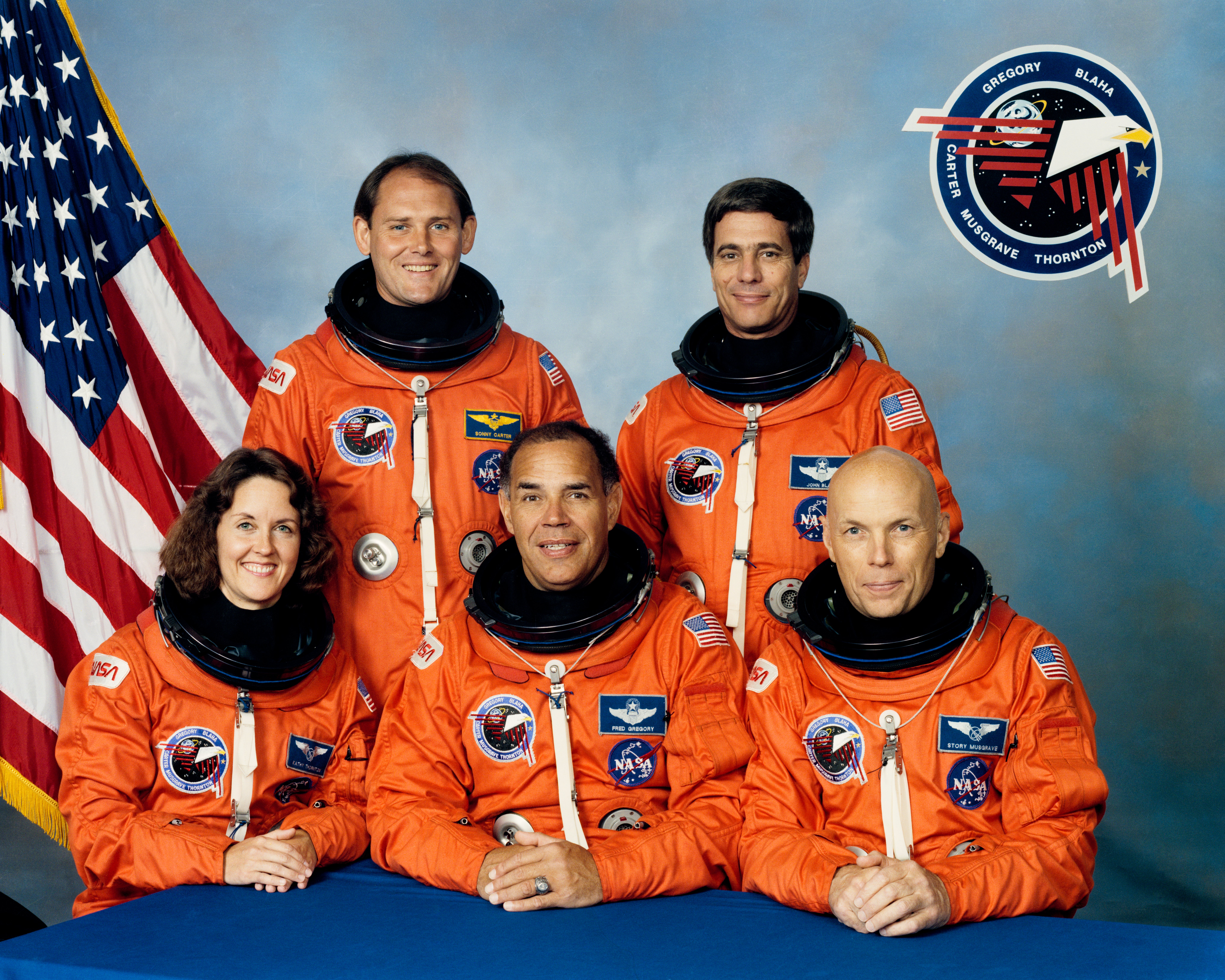
Екіпаж STS-33:Задній ряд, зліва направо: Картер і Блага. Передній ряд, зліва направо: Торнтон, Ґреґорі, Масґрейв

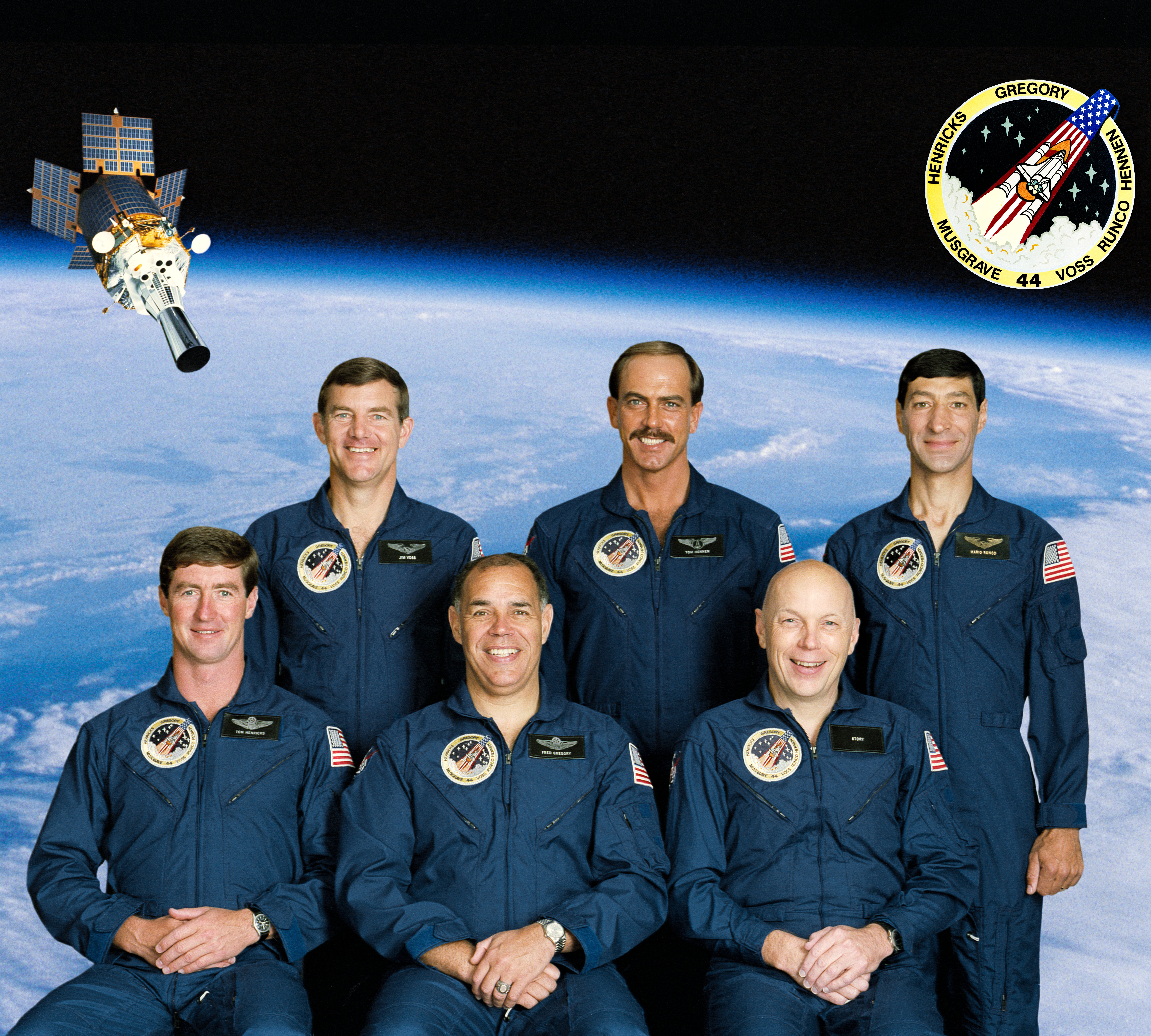
Екіпаж STS-44 :(зліва направо): Теренс Генрікс, Джеймс Восс, Фредерік Ґреґорі, Томас Геннен, Сторі Масґрейв, Маріо Ранко

Фредерік Дрю Ґреґорі (англ. Frederick Drew Gregory; 7 січня 1941, Вашингтон, округ Колумбія, США — колишній астронавт НАСА, був тимчасово виконувачем обов'язки адміністратора NASA на початку 2005 року. Учасник трьох польотів на «шатлі» — STS-51-B, STS-33, STS-44, час перебування у космосі 18 діб 23 год 4 хв.

## Життя
Ґреґорі отримав ступінь бакалавра в Академії військово-повітряних сил США в 1964 році та ступінь магістра з інформаційних систем в Університеті Джорджа Вашингтона в 1977 році.
У 1964 році Ґреґорі почав навчання пілота вертольота на військовій авіабазі Стед. Від червня 1966 року до липня 1967 року як пілот вертольота він здійснив 550 бойових вильотів у війні у В'єтнамі. У січні 1968 року він пройшов навчання на реактивному літаку Т-38 на авіабазі Рендольф. Після роботи пілотом винищувача F-4 Phantom в Аризоні він відвідував школу льотчиків-випробувачів ВМС США з вересня 1970 року. Після навчання на льотчика-випробувача він почав випробування винищувачів і гелікоптерів на авіабазі Райт-Паттерсон в Огайо в червні 1971 року. У червні 1974 року Грегорі приєднався до науково-дослідного центру НАСА в Ленґлі, де також працював пілотом-випробувачем.

## Діяльність у ролі космонавта
Ґреґорі був обраний НАСА кандидатом в астронавти в січні 1978 року. Він працював представником офісу астронавтів у Космічному центрі Кеннеді для тестування та підтримки запуску перших двох місій космічних човників STS-1 та STS-2. Був старшим прессекретарем зі зв’язків (CAPCOM), керівником відділу оперативної безпеки в штаб-квартирі NASA у Вашингтоні, округ Колумбія, директором з підготовки астронавтів і членом Ради контролю конфігурації орбітального апарата та Ради контролю програми космічних човників.
З 1992 по 2001 рік Грегорі був помічником адміністратора в Управлінні безпеки та забезпечення місії в штаб-квартирі NASA, а з 2001 до 2002 року був помічником адміністратора Управління космічних польотів. 12 серпня 2002 року він склав присягу заступника адміністратора НАСА. На момент відльоту адміністратора NASA Шона О'Кіфа 20 лютого 2005 року, поки його наступник Майкл Ґріффін не склав присягу 14 квітня 2005 року Ґреґорі тимчасово обійняв посаду адміністратора NASA. Потім він повернувся на посаду заступника адміністратора, але 9 вересня подав у відставку. 29 листопада 2005 року його змінила Шана Дейл.

### СТС-51-Б
29 квітня 1985 року Ґреґорі вперше полетів у космос як пілот космічного човника «Челленджер». Корисне навантаження місії складалося з космічної лабораторії Європейського космічного агентства (ESA). Було проведено 15 експериментів, в основному для дослідження рідин і матеріалів у невагомому просторі. На борту також були дві мавпи та 24 гризуни для біологічних досліджень. 14 експериментів вдалося провести успішно. Також був розгорнутий науковий супутник NUSAT.

### СТС-33
У своєму другому космічному польоті Ґреґорі був командиром «Діскавері» (STS-33). Старт відбувся 22 листопада 1989 року. Під час польоту був розгорнутий супутник Міністерства оборони США. Здійснивши 79 обертів на орбіті, «Діскавері» повернувся 27 листопада на авіабазу Едвардс.

### СТС-44
Ґреґорі друге був командиром екіпажу в місії STS-44, замінивши Девіда Вокера, виліт якого у складі екіпажу скасували за порушення правил. Запуск шаттла Atlantis відбувся 24 листопада 1991 року. Це була місія Міністерства оборони. Несекретне корисне навантаження включало супутник DSP і його двигун верхнього ступеня, серед інших військових експериментів, щоб підняти супутник на вищу орбіту.

## Приватне життя
Фредерік Ґреґорі одружений, має двох дітей.